# Charles Townshend (1er baron Bayning)
Charles Townshend, 1er baron Bayning (27 août 1728 - 19 mai 1810) est un homme politique et pair britannique.

## Biographie

### Vie privée
Il est le fils unique de William Townshend, troisième fils de Charles Townshend, 2e vicomte Townshend. 
George Townshend, 1er marquis Townshend, Charles Townshend et Thomas Townshend, 1er vicomte Sydney sont ses cousins. 
Sa mère Henrietta Powlett, est la fille de William Powlett et il est un arrière-arrière-arrière-petit-fils d'Anne Bayning, vicomtesse Bayning, fille de Paul Bayning (1er vicomte Bayning) (en). 
Il fait ses études au Collège d'Eton et au Clare College, à Cambridge. 

### Vie publique
Il est secrétaire de l'ambassade britannique à Madrid entre 1751 et 1756 et est connu sous le nom de "Charles espagnol" afin de le distinguer de son cousin germain et homonyme. 
En 1756, il est élu à la Chambre des communes pour Great Yarmouth, poste qu'il occupe jusqu'en 1784, et occupe les fonctions de Lord commissaire de l'amirauté de 1765 à 1770, de Lord commissaire du trésor de 1770 à 1777 et de vice-trésorier adjoint pour l'Irlande de 1777 à 1782. Entre avril et décembre 1783, il est trésorier de la Marine dans la coalition Fox-North. En 1777, il est admis au Conseil privé. Il est réélu député de Great Yarmouth en 1790 et continue à représenter cette circonscription jusqu'en 1796. L'année suivante, il est élevé à la pairie sous le titre de baron Bayning, de Foxley, dans le comté de Berkshire. 
En 1807, il est haut commissaire de Great Yarmouth. Il vit à Honingham Hall dans le Norfolk .

## Famille
Il épouse, le 21 août 1777, Annabella Smith-Powlett (1754-1825), fille de Richard Smith et d'Annabella Powlett. Ils ont deux enfants.
- Charles Powlett, 2e baron Bayning (26 septembre 1785 - 2 août 1823), célibataire, sans enfants ;
- Henry William-Powlett, 3e baron Bayning (8 juin 1797 - 5 août 1866) épouse Emma Fellowes (1807 - 10 novembre 1887), dont descendance.